# テキストラテコ族
テキストラテコ族（-ぞく、Tequistlatec）は、メキシコに住む民族。

## 居住地
メキシコ、オアハカ州中南部、南シエラマドレ山中に住む。
家は2室からなり、各部屋に別々の家族が住むのが普通である。

## 生活
経済は農業を基盤としているが、畜産、狩猟の役割も無視できない。主食はトウモロコシ粉で作るトルティーヤ、ヒョウタン、インゲンマメ、マゲイ。
農作業はほとんど男が受け持ち、女は籠、土器作りに従事している。

## 宗教
カトリックはほとんど浸透しておらず、約15の神からなる多神教を信じている。神話は複雑である。